# Clusia guatemalensis
Clusia guatemalensis  es una especie de planta con flor en la familia de las clusiáceas. A veces es difícil de distinguir de Clusia flava pero se diferencia por sus hojas, flores y frutos más pequeños y por crecer en regiones más altas.

## Descripción
Son árboles o arbustos de hábitos terrestres o epífitas que alcanzan los 2–4 (–10) m de alto , con látex amarillo. Las hojas angostamente elípticas a oblanceoladas, de 8–11.5 cm de largo y 1.5–3 cm de ancho, el ápice y base agudos, nervios laterales 3 o 4 por cm; pecíolos de  1.3–2 cm de largo. Las inflorescencias globosas, con pocas a numerosas flores; con yemas de 6 mm de ancho; pétalos amarillos; estambres numerosos, libres; ovario rodeado por estaminodios con aspecto de estambres, estigmas 6–8, ligeramente elevados. El fruto es ovoide, de 1.7–3.5 cm de largo, verde-rojizo.1

## Distribución y hábitat
Especie común en las nebliselvas, en las zonas atlántica y norcentral; en alturas de 100–1500 metros; florece en oct–ene, fructifica en ene–jun; desde México a Nicaragua por Belice, Guatemala y El Salvador.

## Taxonomía
Clusia guatemalensis fue descrita por William Botting Hemsley y publicado en Diagnoses Plantarum Novarum ... Mexicanarum 1: 2–3. 1878.
Etimología
Clusia: nombre genérico otorgado en honor del botánico Carolus Clusius.
guatemalensis: epíteto geográfico que alude a su localización en  Guatemala.
Sinonimia
- Clusia mexicana Vesque[2]